# Plebiscito constitucional de Chile de 1818
El plebiscito constitucional de Chile de 1818 se realizó entre agosto y octubre de dicho año para ratificar la constitución provisional de Chile. La constitución provisional, que fue adoptada con éxito, fue redactada por el consejo legislativo a solicitud de Bernardo O'Higgins.

## Redacción de la Constitución Provisoria
El documento resultante incluyó 141 artículos. Estableció un Director Supremo con un mandato ilimitado que nombraría a todos los jueces, gobernadores, oficinas y secretarios. El Director Supremo también podría nombrar cinco miembros y cinco miembros suplentes en el Senado. Al Senado se le otorgó un poder limitado para vetar las acciones del Director Supremo. Esta constitución provisional también estableció tres provincias con gobernadores, y especificó que el catolicismo era la única religión legal. Este documento provisional fue aprobado, pero fue reemplazado por una constitución permanente en 1822.

## Desarrollo
Para la aprobación o rechazo, desde el momento de la publicación del proyecto —el 10 de agosto de 1818—, se sometió a consulta popular la Constitución Provisoria en todas las localidades entre Copiapó y Cauquenes, para lo cual se abrieron libros de firmas en las sedes parroquiales donde todos los «chilenos libres» debían estampar su firma manifestando su opción.
El derecho a voto finalmente se limitó a «padres de familia, o que tengan algún capital, o que ejerzan algún oficio, y que no se hallen con causa pendiente de infidencia o de sedición». El plebiscito tampoco contó con la participación de la provincia de Concepción —la mitad de la población de Chile según O'Higgins—, pues aún se encontraba bajo control realista.
El 23 de octubre de 1818 fue promulgada la nueva Constitución Provisoria, una vez que fueron verificados los libros de firmas y constatarse que la totalidad de ellas eran a favor de la nueva carta fundamental.